# Satz (musikalische Formenlehre)
Satz bezeichnet in der musikalischen Formenlehre in der Nachfolge Arnold Schönbergs eine speziell in der Instrumentalmusik der Wiener Klassik sehr häufig anzutreffende Gestaltungsweise eines Themas, bestehend aus einer
- Phrase,
- deren (variierter) Wiederholung und
- einer in der Regel doppelt so langen Fortsetzung, die mit einer Kadenz endet.

Ein Beispiel hierfür wäre das Hauptthema des Allegro con brio der Symphonie Nr. 5 in c-Moll op. 67 von Ludwig van Beethoven:
Die Definitionen und Verwendungen des Begriffs durch Schönberg und einige seiner Schüler sowie durch spätere Musiktheoretiker heben unterschiedliche Aspekte unterschiedlich stark hervor. In jüngerer Zeit hat insbesondere William Caplin über diesen Thementypus und seine Bestandteile theoretische Überlegungen angestellt. Mitunter wird der Satz als Nachfolger des barocken Fortspinnungstypus gedeutet.

## Erwin Ratz
Weil Schönbergs Fundamentals of Musical Composition (entstanden 1937–1948) erst 1979 in deutscher Übersetzung veröffentlicht wurden, hat sich im deutschsprachigen Raum zuerst die Definition des Schönbergschülers Erwin Ratz etabliert, dessen Einführung in die musikalische Formenlehre 1951 erschien:

„Der achttaktige Satz (2 x 2) + 4, besteht aus einem Zweitakter, seiner Wiederholung und einer viertaktigen Entwicklung, deren Wesen darin besteht, daß ein Teil der im Zweitakter exponierten Motive fallen gelassen und so eine Verdichtung und Beschleunigung der musikalischen Darstellung erzielt wird. In der Regel findet im Entwicklungsteil auch eine Beschleunigung in der harmonischen Disposition statt.“

Als erstes Beispiel führt Ratz das Hauptthema des ersten Satzes der Klaviersonate f-Moll op. 2 Nr. 1 von Ludwig van Beethoven an.
Schließen kann der Satz nach Ratz sowohl mit einem Ganz- als mit einem Halbschluss, obwohl der „häufige Halbschluß“ ihm zufolge „schon auch mit dem vorwärtstreibenden Charakter des Satzes“ zusammenhinge, „dem das Zur-Ruhe-Kommen im Ganzschluß bis zu einem gewissen Grade widerstrebt“.

## Arnold Schönberg
Schönberg selbst stellt den Satz (im englischen Original: sentence) als gleichsam zwingende kompositorische Folge einer Entscheidung dar, die in der Regel im dritten Takt eines Themas fällig ist: Nach der Formulierung einer ersten „Phrase“, für die es meist zwei Takte brauche, könne diese entweder (variiert) wiederholt, oder durch eine andere Phrase abgelöst werden. An dieser Stelle entscheide sich, ob sich das Thema zu einem Satz oder zu einer Periode entwickle. Die unmittelbare Wiederholung der Anfangsphrase sei der einfachste Weg, das Gebot der „Fasslichkeit“ zu erfüllen. Danach müsse aber dem Gebot der „Abwechslung“ Rechnung getragen werden. Deshalb sei für die Fortsetzung eine Entwicklung (also stärkere Variation) des bisherigen motivischen Materials fällig. Damit der Abschnitt gleichsam von sich aus sein Ende herbeiführe, müsse diese Entwicklung allerdings auf den Abbau des bisherigen Materials gerichtet sein:

„Die Konstruktion des Anfangs bestimmt die Konstruktion der Fortsetzung. Am Anfang muß ein Thema außer Tonart, Tempo und Taktart sein Grundmotiv deutlich darstellen; die Fortsetzung muß den Anforderungen der Faßlichkeit genügen. Eine unmittelbare Wiederholung ist die einfachste Lösung und sie ist charakteristisch für die Struktur des Satzes.
Wenn der Anfang aus einer zweitaktigen Phrase besteht, so kann die Fortsetzung (T. 3 und 4) entweder aus einer unveränderten oder einer transponierten Wiederholung davon bestehen. Unbedeutende Änderungen können in der Melodie oder Harmonie vorgenommen werden, wenn dadurch nicht die Wiederholung als solche unkenntlich gemacht wird.“

„Da schon am Anfang eines Satzes eine Wiederholung stattfindet, ist es, um Abwechslung zu erreichen erforderlich, daß mit weitergehend variierten Motivformen fortgesetzt wird. […] Das Verfahren, welches für die Fortsetzung anzuwenden ist, besteht aus einer Art von Entwicklung, die in mancher Hinsicht der Kondensierungstechnik in der Liquidierung vergleichbar ist. Entwicklung bedeutet nicht nur Wachstum, Vermehrung, Erweiterung und Ausdehnung, sondern schließt auch Verminderung, Kondensierung und Intensivierung ein. Zweck der Liquidierung ist es, der Tendenz nach unbegrenzter Ausdehnung entgegenzuwirken. Sie besteht darin, nach und nach charakteristische Eigenschaften des Motivs zu entfernen, bis nurmehr uncharakteristische übrig bleiben, die keine Fortsetzung mehr verlangen. Oft bleiben nur Reste übrig, die nur mehr wenig mit dem Grundmotiv gemein haben. In Verbindung mit einem Ganz- oder Halbschluß kann dieses Verfahren dazu benützt werden, eine angemessene Abgrenzung für einen Satz herzustellen.“

## William Caplin

### Zwei Phrasen, drei Formfunktionen
Für die Folge Anfangsphrase (basic idea) und deren (variierte) Wiederholung hat Caplin den Begriff „Präsentationsphrase“ (presentation phrase) geprägt. Dabei bezeichnet presentation die initiierende „Formfunktion“ (formal function) dieser Phrase: In klassischer Instrumentalmusik, so die These, wird dem Hörer u. a. auf solche Weise mitgeteilt, dass eine formale Einheit beginnt. Als wichtige Aspekte hebt Caplin dabei hervor, dass in dieser Phrase die Tonika prolongiert wird und dass hier keine Kadenz stattfindet.
Die nachfolgende „Fortsetzungsphrase“ (continuation phrase) erfüllt zunächst die mediale Formfunktion „Fortsetzung“ (continuation). Demnach artikuliert hier die musikalische Struktur, dass sie die Mitte (nicht mehr der Anfang, noch nicht das Ende) des Abschnitts verkörpert. Dies geschehe typischerweise durch:
- Fragmentierung, Verdichtung (d. h. eine Verkürzung der Abschnittslängen)
- höhere harmonische Ereignisdichte
- Sequenztechnik
- höhere rhythmische Aktivität

Abgeschlossen wird die Fortsetzungsphrase mit einem Ganz- oder Halbschluss. Die Formfunktion „Fortsetzung“ wird also im Laufe der Phrase abgelöst von der Formfunktion „kadenziell“ (cadential).

### Zusammengesetzter Satz
Als compound sentence beschreibt Caplin einen prinzipiell 16-taktigen Thementypus, bestehend aus einer Präsentations- und Fortsetzungsphrase von jeweils acht Takten. Hierbei ist der Anfangsgedanke „zusammengesetzt“ (compound basic idea), indem er selbst bereits zwei kontrastierende Gedanken enthält, wovon der zweite nicht kadenziert (anderenfalls läge nach Caplins Theorie ein Vordersatz (antecedent) vor). Als Beispiel hierfür nennt Caplin u. a. das Hauptthema im ersten Satz von Wolfgang Amadeus Mozarts Klavierquartett in g-Moll KV 478 (T. 1–16).